# Lost in Lynchland
Lost in Lynchland – album szwedzkiego zespołu psychobilly Hotrod Frankie wydany w 2008 roku.

## Lista utworów
1. Bob I am
2. Highway 69
3. Showdown at 101
4. Lynchland cowboy
5. Black rider
6. Ain´t no fire burning
7. Love song for the dead
8. The gates of Eden
9. Boogeyman returns
10. Dance of the dead
11. The darkest hour
12. Wolfwoman
13. Frankie went to heaven

### Członkowie zespołu
- Jan "Janne" Thörnblom - śpiew, gitara
- Niklas Adolfsson - gitara
- Thomas Krohn - bas, kontrabas
- Ulf Hansen - perkusja